# Vocal anterior

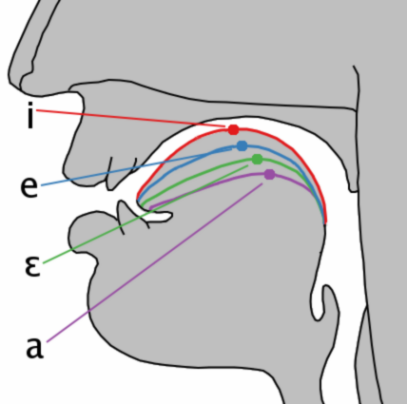
Comparación de las posiciones de la lengua en vocales anteriores: cerrada [/i/], semicerrada [/e/], semiabierta [/ɛ/] y la vocal central [/a/]. Se ilustran las vocales frontales cardinales con el punto más alto indicado.

Una vocal anterior (nombre preferido actualmente) o vocal palatal es un sonido vocálico que se articula adelantando la lengua hacia los incisivos y acercándola al paladar duro. Acústicamente, son orales, agudas y sostenidas, y se caracterizan porque su segundo formante es superior a 1800 Hz (en español), frente a las vocales centrales y posteriores, cuyo segundo formante tiene una frecuencia más baja.
El AFI identifica once vocales anteriores:
- La vocal cerrada anterior no redondeada [i]
- La vocal cerrada anterior redondeada [y]
- La vocal casi cerrada semianterior no redondeada [ɪ]
- La vocal casi cerrada semianterior redondeada [ʏ]
- La vocal semicerrada anterior no redondeada [e]
- La vocal semicerrada anterior redondeada [ø]
- La vocal semiabierta anterior no redondeada [ɛ]
- La vocal semiabierta anterior redondeada [œ]
- La vocal casi abierta anterior no redondeada [æ]
- La vocal abierta anterior no redondeada [a]
- La vocal abierta anterior redondeada [ɶ]

| | Anterior | Semiant. | Central | Semipost. | Posterior |
| Cerrada | \| i • y ɨ • ʉ ɯ • u ɪ̟ • ʏ̟ ɪ • ʏ ɪ̈ • ʊ̈ ɯ̽ • ʊ ɯ̞ • ʊ̠ e • ø ɘ • ɵ ɤ • o e̞ • ø̞ ə • ɵ̞ ɤ̞ • o̞ ɛ • œ ɜ • ɞ ʌ • ɔ æ • œ̞ ɐ • ɞ̞ ʌ̞ • ɔ̞ a • ɶ ɐ̞ • ɶ̠ ɑ • ɒ \| | \| i • y ɨ • ʉ ɯ • u ɪ̟ • ʏ̟ ɪ • ʏ ɪ̈ • ʊ̈ ɯ̽ • ʊ ɯ̞ • ʊ̠ e • ø ɘ • ɵ ɤ • o e̞ • ø̞ ə • ɵ̞ ɤ̞ • o̞ ɛ • œ ɜ • ɞ ʌ • ɔ æ • œ̞ ɐ • ɞ̞ ʌ̞ • ɔ̞ a • ɶ ɐ̞ • ɶ̠ ɑ • ɒ \| | \| i • y ɨ • ʉ ɯ • u ɪ̟ • ʏ̟ ɪ • ʏ ɪ̈ • ʊ̈ ɯ̽ • ʊ ɯ̞ • ʊ̠ e • ø ɘ • ɵ ɤ • o e̞ • ø̞ ə • ɵ̞ ɤ̞ • o̞ ɛ • œ ɜ • ɞ ʌ • ɔ æ • œ̞ ɐ • ɞ̞ ʌ̞ • ɔ̞ a • ɶ ɐ̞ • ɶ̠ ɑ • ɒ \| | \| i • y ɨ • ʉ ɯ • u ɪ̟ • ʏ̟ ɪ • ʏ ɪ̈ • ʊ̈ ɯ̽ • ʊ ɯ̞ • ʊ̠ e • ø ɘ • ɵ ɤ • o e̞ • ø̞ ə • ɵ̞ ɤ̞ • o̞ ɛ • œ ɜ • ɞ ʌ • ɔ æ • œ̞ ɐ • ɞ̞ ʌ̞ • ɔ̞ a • ɶ ɐ̞ • ɶ̠ ɑ • ɒ \| | \| i • y ɨ • ʉ ɯ • u ɪ̟ • ʏ̟ ɪ • ʏ ɪ̈ • ʊ̈ ɯ̽ • ʊ ɯ̞ • ʊ̠ e • ø ɘ • ɵ ɤ • o e̞ • ø̞ ə • ɵ̞ ɤ̞ • o̞ ɛ • œ ɜ • ɞ ʌ • ɔ æ • œ̞ ɐ • ɞ̞ ʌ̞ • ɔ̞ a • ɶ ɐ̞ • ɶ̠ ɑ • ɒ \| |
| Casi cerr. | \| i • y ɨ • ʉ ɯ • u ɪ̟ • ʏ̟ ɪ • ʏ ɪ̈ • ʊ̈ ɯ̽ • ʊ ɯ̞ • ʊ̠ e • ø ɘ • ɵ ɤ • o e̞ • ø̞ ə • ɵ̞ ɤ̞ • o̞ ɛ • œ ɜ • ɞ ʌ • ɔ æ • œ̞ ɐ • ɞ̞ ʌ̞ • ɔ̞ a • ɶ ɐ̞ • ɶ̠ ɑ • ɒ \| | \| i • y ɨ • ʉ ɯ • u ɪ̟ • ʏ̟ ɪ • ʏ ɪ̈ • ʊ̈ ɯ̽ • ʊ ɯ̞ • ʊ̠ e • ø ɘ • ɵ ɤ • o e̞ • ø̞ ə • ɵ̞ ɤ̞ • o̞ ɛ • œ ɜ • ɞ ʌ • ɔ æ • œ̞ ɐ • ɞ̞ ʌ̞ • ɔ̞ a • ɶ ɐ̞ • ɶ̠ ɑ • ɒ \| | \| i • y ɨ • ʉ ɯ • u ɪ̟ • ʏ̟ ɪ • ʏ ɪ̈ • ʊ̈ ɯ̽ • ʊ ɯ̞ • ʊ̠ e • ø ɘ • ɵ ɤ • o e̞ • ø̞ ə • ɵ̞ ɤ̞ • o̞ ɛ • œ ɜ • ɞ ʌ • ɔ æ • œ̞ ɐ • ɞ̞ ʌ̞ • ɔ̞ a • ɶ ɐ̞ • ɶ̠ ɑ • ɒ \| | \| i • y ɨ • ʉ ɯ • u ɪ̟ • ʏ̟ ɪ • ʏ ɪ̈ • ʊ̈ ɯ̽ • ʊ ɯ̞ • ʊ̠ e • ø ɘ • ɵ ɤ • o e̞ • ø̞ ə • ɵ̞ ɤ̞ • o̞ ɛ • œ ɜ • ɞ ʌ • ɔ æ • œ̞ ɐ • ɞ̞ ʌ̞ • ɔ̞ a • ɶ ɐ̞ • ɶ̠ ɑ • ɒ \| | \| i • y ɨ • ʉ ɯ • u ɪ̟ • ʏ̟ ɪ • ʏ ɪ̈ • ʊ̈ ɯ̽ • ʊ ɯ̞ • ʊ̠ e • ø ɘ • ɵ ɤ • o e̞ • ø̞ ə • ɵ̞ ɤ̞ • o̞ ɛ • œ ɜ • ɞ ʌ • ɔ æ • œ̞ ɐ • ɞ̞ ʌ̞ • ɔ̞ a • ɶ ɐ̞ • ɶ̠ ɑ • ɒ \| |
| Semicerr. | \| i • y ɨ • ʉ ɯ • u ɪ̟ • ʏ̟ ɪ • ʏ ɪ̈ • ʊ̈ ɯ̽ • ʊ ɯ̞ • ʊ̠ e • ø ɘ • ɵ ɤ • o e̞ • ø̞ ə • ɵ̞ ɤ̞ • o̞ ɛ • œ ɜ • ɞ ʌ • ɔ æ • œ̞ ɐ • ɞ̞ ʌ̞ • ɔ̞ a • ɶ ɐ̞ • ɶ̠ ɑ • ɒ \| | \| i • y ɨ • ʉ ɯ • u ɪ̟ • ʏ̟ ɪ • ʏ ɪ̈ • ʊ̈ ɯ̽ • ʊ ɯ̞ • ʊ̠ e • ø ɘ • ɵ ɤ • o e̞ • ø̞ ə • ɵ̞ ɤ̞ • o̞ ɛ • œ ɜ • ɞ ʌ • ɔ æ • œ̞ ɐ • ɞ̞ ʌ̞ • ɔ̞ a • ɶ ɐ̞ • ɶ̠ ɑ • ɒ \| | \| i • y ɨ • ʉ ɯ • u ɪ̟ • ʏ̟ ɪ • ʏ ɪ̈ • ʊ̈ ɯ̽ • ʊ ɯ̞ • ʊ̠ e • ø ɘ • ɵ ɤ • o e̞ • ø̞ ə • ɵ̞ ɤ̞ • o̞ ɛ • œ ɜ • ɞ ʌ • ɔ æ • œ̞ ɐ • ɞ̞ ʌ̞ • ɔ̞ a • ɶ ɐ̞ • ɶ̠ ɑ • ɒ \| | \| i • y ɨ • ʉ ɯ • u ɪ̟ • ʏ̟ ɪ • ʏ ɪ̈ • ʊ̈ ɯ̽ • ʊ ɯ̞ • ʊ̠ e • ø ɘ • ɵ ɤ • o e̞ • ø̞ ə • ɵ̞ ɤ̞ • o̞ ɛ • œ ɜ • ɞ ʌ • ɔ æ • œ̞ ɐ • ɞ̞ ʌ̞ • ɔ̞ a • ɶ ɐ̞ • ɶ̠ ɑ • ɒ \| | \| i • y ɨ • ʉ ɯ • u ɪ̟ • ʏ̟ ɪ • ʏ ɪ̈ • ʊ̈ ɯ̽ • ʊ ɯ̞ • ʊ̠ e • ø ɘ • ɵ ɤ • o e̞ • ø̞ ə • ɵ̞ ɤ̞ • o̞ ɛ • œ ɜ • ɞ ʌ • ɔ æ • œ̞ ɐ • ɞ̞ ʌ̞ • ɔ̞ a • ɶ ɐ̞ • ɶ̠ ɑ • ɒ \| |
| Media | \| i • y ɨ • ʉ ɯ • u ɪ̟ • ʏ̟ ɪ • ʏ ɪ̈ • ʊ̈ ɯ̽ • ʊ ɯ̞ • ʊ̠ e • ø ɘ • ɵ ɤ • o e̞ • ø̞ ə • ɵ̞ ɤ̞ • o̞ ɛ • œ ɜ • ɞ ʌ • ɔ æ • œ̞ ɐ • ɞ̞ ʌ̞ • ɔ̞ a • ɶ ɐ̞ • ɶ̠ ɑ • ɒ \| | \| i • y ɨ • ʉ ɯ • u ɪ̟ • ʏ̟ ɪ • ʏ ɪ̈ • ʊ̈ ɯ̽ • ʊ ɯ̞ • ʊ̠ e • ø ɘ • ɵ ɤ • o e̞ • ø̞ ə • ɵ̞ ɤ̞ • o̞ ɛ • œ ɜ • ɞ ʌ • ɔ æ • œ̞ ɐ • ɞ̞ ʌ̞ • ɔ̞ a • ɶ ɐ̞ • ɶ̠ ɑ • ɒ \| | \| i • y ɨ • ʉ ɯ • u ɪ̟ • ʏ̟ ɪ • ʏ ɪ̈ • ʊ̈ ɯ̽ • ʊ ɯ̞ • ʊ̠ e • ø ɘ • ɵ ɤ • o e̞ • ø̞ ə • ɵ̞ ɤ̞ • o̞ ɛ • œ ɜ • ɞ ʌ • ɔ æ • œ̞ ɐ • ɞ̞ ʌ̞ • ɔ̞ a • ɶ ɐ̞ • ɶ̠ ɑ • ɒ \| | \| i • y ɨ • ʉ ɯ • u ɪ̟ • ʏ̟ ɪ • ʏ ɪ̈ • ʊ̈ ɯ̽ • ʊ ɯ̞ • ʊ̠ e • ø ɘ • ɵ ɤ • o e̞ • ø̞ ə • ɵ̞ ɤ̞ • o̞ ɛ • œ ɜ • ɞ ʌ • ɔ æ • œ̞ ɐ • ɞ̞ ʌ̞ • ɔ̞ a • ɶ ɐ̞ • ɶ̠ ɑ • ɒ \| | \| i • y ɨ • ʉ ɯ • u ɪ̟ • ʏ̟ ɪ • ʏ ɪ̈ • ʊ̈ ɯ̽ • ʊ ɯ̞ • ʊ̠ e • ø ɘ • ɵ ɤ • o e̞ • ø̞ ə • ɵ̞ ɤ̞ • o̞ ɛ • œ ɜ • ɞ ʌ • ɔ æ • œ̞ ɐ • ɞ̞ ʌ̞ • ɔ̞ a • ɶ ɐ̞ • ɶ̠ ɑ • ɒ \| |
| Semiab. | \| i • y ɨ • ʉ ɯ • u ɪ̟ • ʏ̟ ɪ • ʏ ɪ̈ • ʊ̈ ɯ̽ • ʊ ɯ̞ • ʊ̠ e • ø ɘ • ɵ ɤ • o e̞ • ø̞ ə • ɵ̞ ɤ̞ • o̞ ɛ • œ ɜ • ɞ ʌ • ɔ æ • œ̞ ɐ • ɞ̞ ʌ̞ • ɔ̞ a • ɶ ɐ̞ • ɶ̠ ɑ • ɒ \| | \| i • y ɨ • ʉ ɯ • u ɪ̟ • ʏ̟ ɪ • ʏ ɪ̈ • ʊ̈ ɯ̽ • ʊ ɯ̞ • ʊ̠ e • ø ɘ • ɵ ɤ • o e̞ • ø̞ ə • ɵ̞ ɤ̞ • o̞ ɛ • œ ɜ • ɞ ʌ • ɔ æ • œ̞ ɐ • ɞ̞ ʌ̞ • ɔ̞ a • ɶ ɐ̞ • ɶ̠ ɑ • ɒ \| | \| i • y ɨ • ʉ ɯ • u ɪ̟ • ʏ̟ ɪ • ʏ ɪ̈ • ʊ̈ ɯ̽ • ʊ ɯ̞ • ʊ̠ e • ø ɘ • ɵ ɤ • o e̞ • ø̞ ə • ɵ̞ ɤ̞ • o̞ ɛ • œ ɜ • ɞ ʌ • ɔ æ • œ̞ ɐ • ɞ̞ ʌ̞ • ɔ̞ a • ɶ ɐ̞ • ɶ̠ ɑ • ɒ \| | \| i • y ɨ • ʉ ɯ • u ɪ̟ • ʏ̟ ɪ • ʏ ɪ̈ • ʊ̈ ɯ̽ • ʊ ɯ̞ • ʊ̠ e • ø ɘ • ɵ ɤ • o e̞ • ø̞ ə • ɵ̞ ɤ̞ • o̞ ɛ • œ ɜ • ɞ ʌ • ɔ æ • œ̞ ɐ • ɞ̞ ʌ̞ • ɔ̞ a • ɶ ɐ̞ • ɶ̠ ɑ • ɒ \| | \| i • y ɨ • ʉ ɯ • u ɪ̟ • ʏ̟ ɪ • ʏ ɪ̈ • ʊ̈ ɯ̽ • ʊ ɯ̞ • ʊ̠ e • ø ɘ • ɵ ɤ • o e̞ • ø̞ ə • ɵ̞ ɤ̞ • o̞ ɛ • œ ɜ • ɞ ʌ • ɔ æ • œ̞ ɐ • ɞ̞ ʌ̞ • ɔ̞ a • ɶ ɐ̞ • ɶ̠ ɑ • ɒ \| |
| Casi ab. | \| i • y ɨ • ʉ ɯ • u ɪ̟ • ʏ̟ ɪ • ʏ ɪ̈ • ʊ̈ ɯ̽ • ʊ ɯ̞ • ʊ̠ e • ø ɘ • ɵ ɤ • o e̞ • ø̞ ə • ɵ̞ ɤ̞ • o̞ ɛ • œ ɜ • ɞ ʌ • ɔ æ • œ̞ ɐ • ɞ̞ ʌ̞ • ɔ̞ a • ɶ ɐ̞ • ɶ̠ ɑ • ɒ \| | \| i • y ɨ • ʉ ɯ • u ɪ̟ • ʏ̟ ɪ • ʏ ɪ̈ • ʊ̈ ɯ̽ • ʊ ɯ̞ • ʊ̠ e • ø ɘ • ɵ ɤ • o e̞ • ø̞ ə • ɵ̞ ɤ̞ • o̞ ɛ • œ ɜ • ɞ ʌ • ɔ æ • œ̞ ɐ • ɞ̞ ʌ̞ • ɔ̞ a • ɶ ɐ̞ • ɶ̠ ɑ • ɒ \| | \| i • y ɨ • ʉ ɯ • u ɪ̟ • ʏ̟ ɪ • ʏ ɪ̈ • ʊ̈ ɯ̽ • ʊ ɯ̞ • ʊ̠ e • ø ɘ • ɵ ɤ • o e̞ • ø̞ ə • ɵ̞ ɤ̞ • o̞ ɛ • œ ɜ • ɞ ʌ • ɔ æ • œ̞ ɐ • ɞ̞ ʌ̞ • ɔ̞ a • ɶ ɐ̞ • ɶ̠ ɑ • ɒ \| | \| i • y ɨ • ʉ ɯ • u ɪ̟ • ʏ̟ ɪ • ʏ ɪ̈ • ʊ̈ ɯ̽ • ʊ ɯ̞ • ʊ̠ e • ø ɘ • ɵ ɤ • o e̞ • ø̞ ə • ɵ̞ ɤ̞ • o̞ ɛ • œ ɜ • ɞ ʌ • ɔ æ • œ̞ ɐ • ɞ̞ ʌ̞ • ɔ̞ a • ɶ ɐ̞ • ɶ̠ ɑ • ɒ \| | \| i • y ɨ • ʉ ɯ • u ɪ̟ • ʏ̟ ɪ • ʏ ɪ̈ • ʊ̈ ɯ̽ • ʊ ɯ̞ • ʊ̠ e • ø ɘ • ɵ ɤ • o e̞ • ø̞ ə • ɵ̞ ɤ̞ • o̞ ɛ • œ ɜ • ɞ ʌ • ɔ æ • œ̞ ɐ • ɞ̞ ʌ̞ • ɔ̞ a • ɶ ɐ̞ • ɶ̠ ɑ • ɒ \| |
| Abierta | \| i • y ɨ • ʉ ɯ • u ɪ̟ • ʏ̟ ɪ • ʏ ɪ̈ • ʊ̈ ɯ̽ • ʊ ɯ̞ • ʊ̠ e • ø ɘ • ɵ ɤ • o e̞ • ø̞ ə • ɵ̞ ɤ̞ • o̞ ɛ • œ ɜ • ɞ ʌ • ɔ æ • œ̞ ɐ • ɞ̞ ʌ̞ • ɔ̞ a • ɶ ɐ̞ • ɶ̠ ɑ • ɒ \| | \| i • y ɨ • ʉ ɯ • u ɪ̟ • ʏ̟ ɪ • ʏ ɪ̈ • ʊ̈ ɯ̽ • ʊ ɯ̞ • ʊ̠ e • ø ɘ • ɵ ɤ • o e̞ • ø̞ ə • ɵ̞ ɤ̞ • o̞ ɛ • œ ɜ • ɞ ʌ • ɔ æ • œ̞ ɐ • ɞ̞ ʌ̞ • ɔ̞ a • ɶ ɐ̞ • ɶ̠ ɑ • ɒ \| | \| i • y ɨ • ʉ ɯ • u ɪ̟ • ʏ̟ ɪ • ʏ ɪ̈ • ʊ̈ ɯ̽ • ʊ ɯ̞ • ʊ̠ e • ø ɘ • ɵ ɤ • o e̞ • ø̞ ə • ɵ̞ ɤ̞ • o̞ ɛ • œ ɜ • ɞ ʌ • ɔ æ • œ̞ ɐ • ɞ̞ ʌ̞ • ɔ̞ a • ɶ ɐ̞ • ɶ̠ ɑ • ɒ \| | \| i • y ɨ • ʉ ɯ • u ɪ̟ • ʏ̟ ɪ • ʏ ɪ̈ • ʊ̈ ɯ̽ • ʊ ɯ̞ • ʊ̠ e • ø ɘ • ɵ ɤ • o e̞ • ø̞ ə • ɵ̞ ɤ̞ • o̞ ɛ • œ ɜ • ɞ ʌ • ɔ æ • œ̞ ɐ • ɞ̞ ʌ̞ • ɔ̞ a • ɶ ɐ̞ • ɶ̠ ɑ • ɒ \| | \| i • y ɨ • ʉ ɯ • u ɪ̟ • ʏ̟ ɪ • ʏ ɪ̈ • ʊ̈ ɯ̽ • ʊ ɯ̞ • ʊ̠ e • ø ɘ • ɵ ɤ • o e̞ • ø̞ ə • ɵ̞ ɤ̞ • o̞ ɛ • œ ɜ • ɞ ʌ • ɔ æ • œ̞ ɐ • ɞ̞ ʌ̞ • ɔ̞ a • ɶ ɐ̞ • ɶ̠ ɑ • ɒ \| |
| i • y ɨ • ʉ ɯ • u ɪ̟ • ʏ̟ ɪ • ʏ ɪ̈ • ʊ̈ ɯ̽ • ʊ ɯ̞ • ʊ̠ e • ø ɘ • ɵ ɤ • o e̞ • ø̞ ə • ɵ̞ ɤ̞ • o̞ ɛ • œ ɜ • ɞ ʌ • ɔ æ • œ̞ ɐ • ɞ̞ ʌ̞ • ɔ̞ a • ɶ ɐ̞ • ɶ̠ ɑ • ɒ | | | | | |